# Castell de Nihonmatsu
El Castell Nihonmatsu (二 本 松 城, Nihonmatsu-jō) va ser un castell japonès situat en l'actual ciutat de Nihonmatsu, a nord de la prefectura de Fukushima, Japó. Durant la major part del període Edo, el castell va ser la seu del clan Niwa, dàimios del Domini de Nihonmatsu. El castell era també conegut com a Kasumi-ga-jō (霞ヶ城) o Shirahata-jō (白旗 城). El castell va ser considerat com un dels 100 castells més importants del Japó per la Fundació de Castells del Japó el 2006, i el 2007 va ser declarat Lloc Històric Nacional. Els terrenys del castell constitueixen també un lloc destacat per a la contemplació del hanami.

## Història

### Període Muromachi
Durant el període Muromachi es va construir una fortificació en la ubicació del Castell Nihonmatsu. En 1341, Hatakeyama Takakuni, que havia estat nomenat Oshu Tandai (alt funcionari) pel shogunat Ashikaga, va construir una residència fortificada en aquesta ubicació, i li va canviar el nom a Nihonmatsu. Malgrat el seu títol i posició, Hatakeyama Takakuni es va veure relativament impotent contra els clans Date i Ashina, dels territoris envoltaven els seus. Nihonmatsu Mitsuyasu va reconstruir el Castell Nihonmatsu a principis de segle XV.

### Període Edo
Durant el shogunat Tokugawa el castell va ser breument assignat al clan Matsushita, una branca del clan Gamo, (fins al 1627). Posteriorment el territori va ser assignat a Kato Yoshiakira, un dels herois de la batalla de Shizugatake i constructor del Castell Matsuyama a la província d'Iyo. El 1643, el clan Niwa va ser transferit i es van convertir en dàimios del Domini de Nihonmatsu. El clan Niwa va abandonar les velles fortificacions de la part alta del turó i va reconstruir completament el castell des de la base, des d'on van governar fins a la restauració Meiji.

#### Guerra Boshin
En esclatar el conflicte el 1868, el Domini de Nihonmatsu es va unir a una coalició de clans partidaris del shogunat (l'Ōuetsu Reppan Domei), i va ser l'escenari de la batalla de Nihonmatsu durant la campanya d'Aizu. El castell va ser pres després d'un sol dia de lluita, davant la potència de foc superior de l'Aliança Satchō partidària de govern Meiji. Durant la batalla van morir 337 samurais de Nihonmatsu i 206 samurais aliats, i gran part del castell va ser destruït.

### Actualment
Com va succeir amb molts altres castells japonesos, el 1872, després de la restauració Meiji les estructures de castell que quedaven en peu van ser demolides i el seu emplaçament va ser ocupat per un parc, el parc Kasumigajō, notori pels seus cirerers en flor a la primavera i per un festival de nines fetes de flors de crisantem a la tardor.
El 1982, es van reconstruir la porta de Minowa i una torre (yagura) i es van reparar els murs de pedra. La base de pedra de la torre de l'homenatge principal va ser restaurada el 1993. L'àrea va ser declarada Lloc Històric Nacional en l'any 2007.